# Needle Tower
Needle Tower ("Torre de Agulhas") é uma obra de arte pública feita pelo escultor estadunidense Kenneth Snelson. A obra fica localizada no lado externo do Museu Hirshhorn, da Smithsonian Institution, em Washington, D.C.

## Sobre a obra
A estrutura abstrata possui cerca de 26,5 metros de altura e tem o formato de uma torre cônica. É feita de alumínio e aço inoxidável, sendo que os tubos de alumínio atuam em compressão, tensionados pelos cabos de aço disposto por dento dos mesmos tubos. A peça foi uma doação de Joseph Hirshhorn ao Smithsonian Institution em 1974. Em abril de 2010, completou-se o trabalho de conservação da escultura por parte do Museu Hirshhorn. Foram necessárias 15 pessoas para erguer e manter a torre em pé 

### Simbolismo

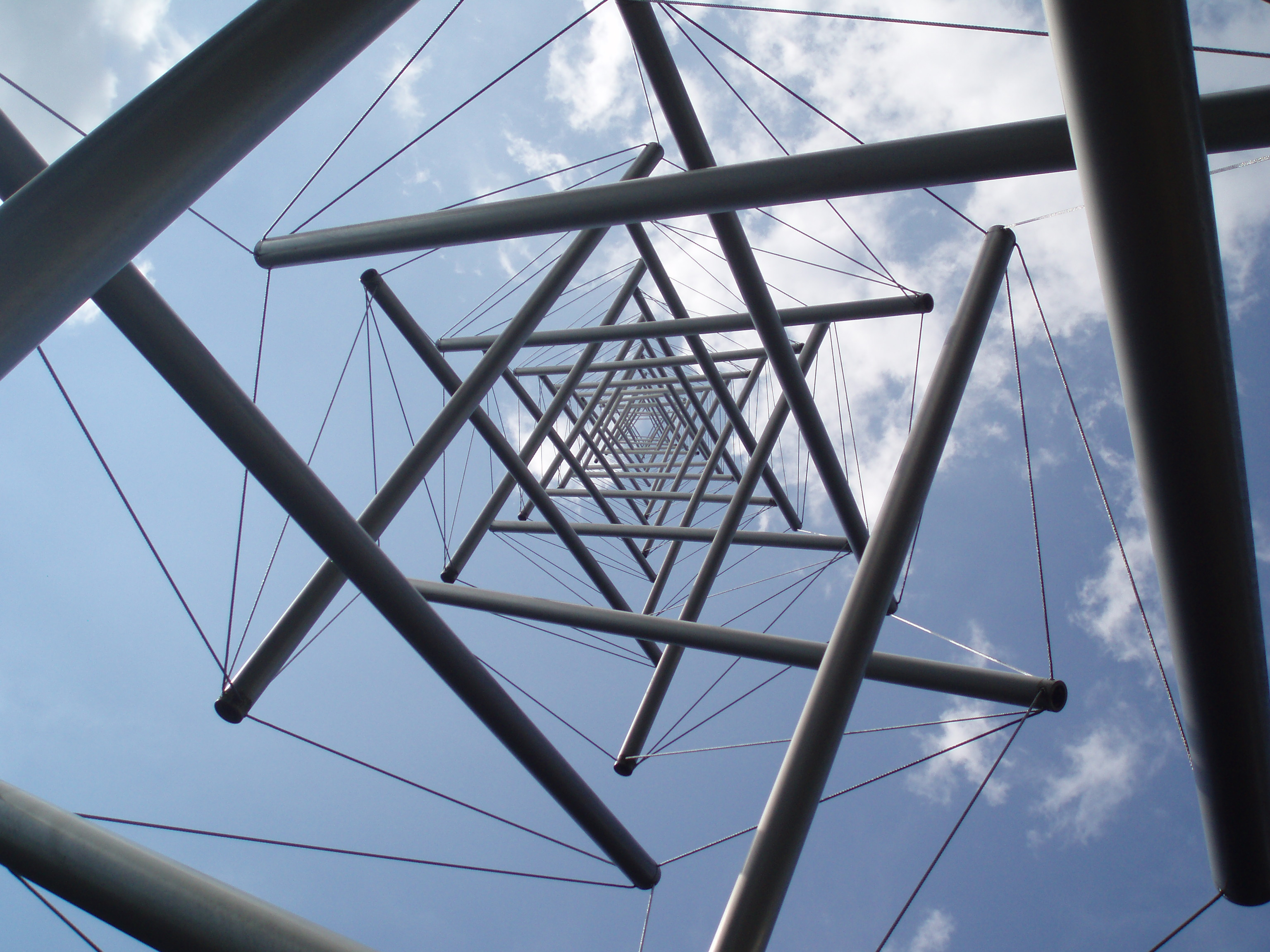
Needle Tower II vista de baixo

Ao olhar para cima dentro da Needle Tower, é possível ver o formato da Estrela de Davi. Ainda que muito tenha sido debatido sobre o simbolismo presente na obra de Snelson, o autor afirma que seu trabalho não é simbólico e que é comum que haja estrelas de seis pontas. Isso é causado pela geometria natural das estruturas em compressão, organizadas em conjuntos de três tubos por camada. Esses módulos helicoidais alternados, quando combinados pelo ângulo do observado abaixo da obra, formam a estrela de seis pontas.

### Needle Tower II
Uma segunda iteração da Needle Tower, intitulada Needle Tower II, foi concluída em 1969 e adquirida pelo Museu Kröller-Müller em 1971. A obra encontra-se no jardim de esculturas do museus.

## Tensegridade
O estilo particular de escultura de Snelson é bem representado pela obra Needle Tower. A técnica utilizada na obra é caracterizada pelo uso da "tensegridade", descrição dada por Buckminster Fuller, ex-professor de Snelson, ao uso combinado de tensão e integridade estrutural. Segundo o escultor:
Tensegridade descreve um sistema estrutural fechado composto por um conjunto de três ou mais escoras de compressão alongadas dentro de uma rede de tendões de tensão, as partes combinadas se apoiam mutuamente de tal forma que as escoras não se tocam, mas pressionam externamente contra pontos nodais na rede de tensão para formar uma unidade firme, triangulada, protendida, de tensão e compressão.